# 오카이즈미촌
오카이즈미촌(岡泉村)은 사이타마현 미나미사이타마군에 설치되었던 촌이다. 현재의 시라오카시 남동부와 사이타마시 이와쓰키구에 해당한다.